# الخدمات والدعم للأشخاص ذوي الإعاقة
الخدمات والدعم للأشخاص ذوي الإعاقة هي تلك الخدمات والدعم الحكومي أو المؤسسي الآخر المقدم خصيصًا لتمكين الأشخاص ذوي الإعاقة من المشاركة في المجتمع والحياة المجتمعية. إن بعض هذه الخدمات والدعم إلزامي أو مطلوب بموجب القانون وبعضها مدعوم بتقنيات جعلت من الأسهل تقديم الخدمة أو الدعم بينما البعض الآخر لم يطبق واليعض الآخر لم ير النور بعد.

## خدمات للأشخاص ذوي الإعاقة التنموية
الإعاقات النمائية كما يُعرّفها موقع وكالة الإعاقات النمائية الإلكتروني هي "إعاقات شديدة تستمر مدى الحياة وتُعزى إلى إعاقات عقلية و/أو جسدية وتظهر قبل سن الثانية والعشرين ومن المرجح أن تستمر إلى أجل غير مسمى. وتؤدي هذه الإعاقات إلى قيود جوهرية في ثلاثة أو أكثر من المجالات التالية: الرعاية الذاتية والفهم واللغة والمهارات (اللغة الاستقبالية والتعبيرية) والتعلم والحركة والتوجيه الذاتي والقدرة على العيش المستقل والاكتفاء الذاتي الاقتصادي أو القدرة على العمل باستقلالية دون تنسيق الخدمات -الحاجة المستمرة إلى خدمات مُخطط لها ومنسقة بشكل فردي-. يستخدم الأشخاص ذوو الإعاقات النمائية خدمات ودعم مُخطط لها ومنسقة بصفة فردية من اختيارهم -مثل السكن والتوظيف والتعليم وحماية الحقوق المدنية والإنسانية والرعاية الصحية- للعيش والمشاركة في أنشطة المجتمع". كما تختلف هذه الخدمات والدعم من ولاية لأخرى ولا تتوفر حاليًا إمكانية نقل العديد منها من ولاية لأخرى.
تتمثل مهمة إدارة الإعاقات النمائية (إيه دي دي) كما هو مذكور في موقعها الإلكتروني في "ضمان مشاركة الأفراد ذوي الإعاقات النمائية وأسرهم في تصميم الخدمات المجتمعية اللازمة والملائمة ثقافيًا وتوفير الدعم الفردي وغير ذلك من أشكال المساعدة التي تعزز تقرير المصير والاستقلالية والإنتاجية والتكامل والاندماج في جميع جوانب الحياة المجتمعية وحصولهم على هذه الخدمات". مع أن العديد من أشكال الدعم والخدمات للأشخاص ذوي الإعاقات النمائية تُقدم عن طريق وكالات فيدرالية وحكومية أخرى بالإضافة إلى منظمات غير ربحية ومشاريع ربحية إلا أن بعض برامج/شركاء إدارة الإعاقات النمائية هم:
- مجالس الولايات المعنية بالإعاقات التنموية
- أنظمة الحماية والدعوة الحكومية
- الشبكة الوطنية لمراكز الجامعات المتميزة في تعليم وأبحاث وخدمات ذوي الإعاقات التنموية
  - شراكة الأقليات
  - مبادرات التدريب الوطنية
- مشاريع ذات أهمية وطنية
  - مبادرات خاصة للتأهب للطوارئ
  - مشاريع توضيحية لدعم الأسرة والوصول إلى المجتمع
  - معلومات التقييم المستقل
  - مكتب مرجعي لبرنامج ميديكيد
  - المركز الوطني للموارد والمعلومات حول التوحد
  - حالة الولايات في مجال الإعاقات التنموية
  - الوصول إلى التوظيف المتكامل
  - مشروع نظام المعلومات السكنية الوطني (آر آي أس بيه)
  - مشروع التصويت
  - مركز معلومات الشباب والتدريب والموارد.

## خدمات للمكفوفين وضعاف البصر
هناك عدد من الخدمات التي يمكن تقديمها للمكفوفين. مثل الكلاب الإرشادية وهي إحدى الخدمات المقدمة للأشخاص المكفوفين وضعاف البصر. هذه الكلاب الخدمية هي حيوانات مدربة قادرة على توجيه الأشخاص من مواقع مختلفة. كما أن هذه الكلاب قادرة على تجنب العوائق وإبلاغ الشخص الذي يستخدم الخدمة بوجود خطوة أو نتوء أمامه حتى لا يتعرض الشخص للأذى. كما تميل الكلاب المرشدة إلى أن تكلف المال وليس لدى الجميع الموارد الكافية للحصول على هذه الخدمة. ومع ذلك توجد بعض المنظمات غير الربحية التي تساعد في تغطية نفقات تربية وتدريب وتربية كلب مرشد. "تبلغ تكلفة تربية كلب مساعد واحد وتربيته وتدريبه ووضعه في مكانه أكثر من 50 ألف دولار، ومع ذلك تُقدم جميع خدمات المؤسسة مجانًا للفرد." مؤسسة الكلاب الإرشادية هي واحدة من العديد من المؤسسات المختلفة التي تقدم خدمات للأشخاص المكفوفين وضعاف البصر في جميع أنحاء الولايات المتحدة. والقوانين المختلفة التي وقعتها الحكومة لمساعدة الأشخاص الذين لديهم كلاب إرشادية على الدخول إلى الأماكن التي لا يُسمح فيها بدخول الحيوانات العادية. توجد العديد من الخدمات المختلفة والمساعدة التي يتلقاها الأشخاص ضعاف البصر في يومهم. فأبجدية برايل هي معلومات تتيح للمكفوفين أو ضعاف البصر القراءة نتيجة لاتباع نمط معين من النقاط حيث يشكل كل منها حرفًا. "الشخص الذي لا يستطيع قراءة المواد المطبوعة القياسية يستعير مجانًا مادة برايل. ... تقدم هذه الخدمة عن طريق شبكة من المكتبات في جميع أنحاء الولايات المتحدة.
تُعد تطبيقات الهاتف المحمول التي يمكن الوصول إليها أيضاً طريقة جديدة لمساعدة الأشخاص الذين يعانون من ضعف البصر. وتقوم العديد من هذه التطبيقات بترجمة الكتابات إلى صوت حيث يمكن للشخص الاستماع إلى الكتابات. كما يمكن للأشخاص ذوي الإعاقة البصرية استخدام تطبيقات برمجية سهلة الاستخدام للهواتف الذكية وغيرها من الأجهزة المحمولة لقراءة الكتب والصحف والمجلات وغيرها من المواد المطبوعة. حيث تحوّل هذه التطبيقات النص الرقمي إلى كلام أو توفر مخرجات برايل لجهاز برايل متوافق.

## خدمات لضعاف السمع
توجد العديد من الخدمات المختلفة التي يمكن للأشخاص الذين يعانون من ضعف السمع والصم الحصول عليها. أجهزة السمع هي جهاز يمكن لضعاف السمع استخدامه من أجل سماع الأصوات والكلام العاديين. وأيضاً مؤسسات مختلفة ومنظمات غير ربحية قادرة على توفير أجهزة السمع للأشخاص الذين يعانون من فقدان السمع. عادة ما يحتاج الأشخاص إلى إجراء فحوصات لمعرفة نوع المعينة السمعية التي يحتاجونها. ثم اعتمادًا على ما إذا كان فقدان السمع حسيًا عصبيًا أو توصيليًا فيمكنهم تلقي المساعدة. فقدان السمع الحسي العصبي يحدث بسبب تلف الأذن الداخلية وتلف الخلايا الشعرية. يمكن أن يحدث بسبب المرض أو داء ما أو التقدم في السن أو الضرر الناتج عن التعرض وما إلى ذلك. ففقدان السمع التوصيلي هو عندما لا تتمكن الموجات الصوتية من الانتقال عبر الأذن الخارجية أو الوسطى وقد يكون هذا بسبب شمع الأذن أو السوائل في الأذن الوسطى وما إلى ذلك. اعتمادًا على نوع فقدان السمع يمكن للأشخاص الحصول على أجهزة سمعية تناسب احتياجاتهم.
أس تي تي أس (خدمة تحويل الكلام إلى نص) هو مصطلح يستخدم للأجهزة المختلفة التي تقدم الترجمة الفورية حيث يمكن ترجمة الكلام والمعلومات السمعية إلى نص بواسطة متخصص. كما يمكن استخدام أس تي تي أس في بيئات مختلفة مثل اجتماعات المكتب والفصول الدراسية وفعاليات التحدث أمام الجمهور وما إلى ذلك. توجد أنواع مختلفة من أجهزة أس تي تي أس وستعمل اعتمادًا على نوعها فيربيتم أو مينينغ تو مينينغ هما نوعان من أجهزة أس تي تي أس. فيربيتم هو الجهاز الذي يترجم كل الكلام الموجود في النص بما في ذلك التكرارات والأخطاء اللغوية ويعرف هذا الجهاز باسم كارتس (الترجمة في الوقت الفعلي من خلال الوصول إلى الاتصالات). وجهاز تحويل المعنى إلى معنى هو الجهاز الذي يترجم الكلام إلى نص مع إزالة التكرارات والأخطاء اللفظية وأيضاً نوعان من الأجهزة التي تلبي هذا النوع وهما سي-برينت وتايبويل. اعتمادًا على التطبيق الذي يعمل عليه الفرد فسيكون قادر على تحديد الأجهزة التي تناسب احتياجاته.
- ترجمة لغة الإشارة

## خدمات للأشخاص ذوي الإعاقة الحركية
كان قانون الأمريكيين ذوي الإعاقة لعام 1990 بمثابة خطوة بارزة من جانب الحكومة الفيدرالية الأمريكية نحو توفير الخدمات للأشخاص ذوي الإعاقة بطريقة موحدة في جميع أنحاء البلاد. وقد نُسخ هذا التشريع على نطاق واسع في بلدان أخرى.

## الوصول إلى الخدمات للأشخاص ذوي الإعاقة
وفقًا لقانون الأمريكيين ذوي الإعاقة يقومون بضمان حصول الأشخاص ذوي الإعاقة على فرص متساوية عندما يتعلق الأمر بالسكن العام والوظائف والنقل والخدمات الحكومية والاتصالات. وهذا يسمح للأمريكيين ذوي الإعاقة بأن يعيشوا حياة طبيعية قدر الإمكان بعيدًا عن الحرمان الذي يعانون منه. ففي الولايات المتحدة تختلف الخدمات المقدمة للأشخاص ذوي الإعاقة حسب الولاية وأحيانًا حسب الموقع داخل الولاية. في حين أن دخل ميديكيد والضمان الاجتماعي سواء أس أس آي أو أس أس دي آي إلزامي على المستوى الفيدرالي فإن كل ولاية مسؤولة عن إدارة هذه البرامج في ولايتها كجزء من خدماتها ودعمها للأشخاص ذوي الإعاقة. وتقوم كل ولاية بتصميم نظام تقديم الخدمات الخاص بها بدرجة مختلفة ونتيجة لذلك تختلف بوابات الدخول لكل ولاية. حيث تدير بعض الولايات الخدمات بناء على وكالة حكومية تابعة لها ومكاتب تابعة في جميع أنحاء الولاية. تقوم بعض الولايات بتخصيص الخدمات عن طريق التعاقد مع جهات خارجية وتحتفظ بعدد محدود من موظفي الحكومة المحلية. إن كونك مدافع جيد أو مدافع عن نفسك أمر ضروري لتحقيق أقصى استفادة من الخدمات والدعم. ولكن ظهرت العديد من مجموعات المناصرة التي تقدم خدمات وخاصة المناصرة الصحية للأشخاص ذوي الإعاقة مثل دعم صحة ذوي الإعاقة في أستراليا.